# 蘋果瘤蚜
蘋果瘤蚜（学名：Ovatus malisuctus）为常蚜科圓瘤蚜屬下的一个种。